# Сапега, Владислав Леон
Князь Владислав Леон Адам Феликс Сапега (30 мая 1853, Красичин — 29 апреля 1920, Львов) — польский землевладелец, общественный деятель, депутат галицийского сейма и австрийского рейхстага.

## Биография
Представитель польско-литовского княжеского рода Сапег герба «Лис». Старший сын князя Адама Станислава Сапеги (1828—1903), и Ядвиги Климентины Сапеги (урожденной Сангушко) (1830—1918). Младшие братья — Леон Павел, Павел Ян, Ян Пётр, Адам Стефан, сестры — Мария Ядвига и Елена Анна.
В 1864—1871 годах учился в гимназии во Львове, затем учился на юридическом факультет в Берлинском университете, продолжил обучение в Гейдельберге и закончил опять во Львове в 1876 году. После учёбы прошёл годичную военную службу.
В 1877—1882 годах Владислав Сапега работал в юридической конторе, затем ушел в отставку по просьбе своего брата Леона, чтобы заняться управлением родового Красичинского замка. В 1883 году он был избран депутатом в галицийский сейм, где вместе с Войцехом Дзедушицким и Ежи Константом Чарторыйским вошел в клуб «Центр». В сейме работал в комиссиях: по бюджету, горной промышленности, люстрации и налогам. В 1889 году не стал баллотироваться на переизбрание в сейм.
С 1883 года Владислав Леон Сапега был членом Галицийского Экономического Общества. Работал также во многих других организациях, таких как Галицийской Компании Кредитных Займов, Районной Школьной Рады в Цешануве, Районной Школьной рады в Пшемысле.
В 1910 году Владислав Леон Сапега передал Красичинский архив на хранение в Национальную библиотеку имени Оссолинских во Львове.
В 1908 году он был переизбран в Галицийский сейм. В 1915 году вошёл в Княжеско-Епископскую организацию помощи пострадавшим от бедствий войны (КВК), основанную его братом, краковским епископом Адамом Стефаном Сапегой. В 1918 году активно участвовал в руководстве Львовским национальным аграрным университетом.
Скончался 29 апреля 1920 года во Львове. Похоронен в капелле Красичинского замка (фото могилы).

## Семья и дети
30 июня 1881 года в Кракове женился на графине Эльжбете Констанции Еве Потулицкой (20 июля 1859—1948), дочери графа Казимира Потулицкого (1820—1880) и графини Марии Замойской (1829—1861). В браке родилось 10 детей:
- Казимир Леон (26 мая 1882, Львов — 23 февраля 1909, Санта-Крус-де-Тенерифе) погиб в возрасте 27 лет в результате несчастного случая на лодке в Санта-Крус-де-Тенерифе. Его тело не было найдено
- Леон Александр Адам (19 декабря 1883, Львов — 27 сентября 1944, Жешув), жена графиня Катарина Потоцкая (1890—1977), погиб в бою во время Второй мировой войны.
- Юзеф Юзефат Станислав Адам (7 июля 1887, Олешице — 15 августа 1940, Прая да Роха, Португалия)
- Александр Юзефат Владислав Адам (25 сентября 1888, Олешице — 16 декабря 1980, Ницца), 1-я жена с 1915 года Елизабет Гамильтон-Пейн (1895—1971), 2-я жена с 1976 года графиня Мария Аннунсиата фон Опперсдорф (1899—1990)
- Адам Зигмунд (2 мая 1892, Хелуан, Египет — 20 октября 1970), жена с 1918 года графиня Тереза Собаньская (1891—1975), их дочь София Мария Сапега-Коданская выйдет замуж за графа Леона Коморовского, а их дочь Анна Мария Коморовская выйдет замуж за Патрика Поля Франсуа Ксавье Мари Гислена, графа д'Удекем д'Акос, у которого, в свою очередь, будет графиня Матильда д'Удекем д'Акоз, нынешняя королева бельгийцев.
- Владислав (20 августа 1893, Красичин — 8 марта 1956, Ментона), жена с 1935 года баронесса Ида Матильда Борнемисса де Касон (род. 1894)
- Анджей Юзеф Адам (28 октября 1894, Красичин — 1945, Белград)  погиб во время Второй мировой войны
- Станислав Адам (16 декабря 1896, Олешице — 11 января 1919, Львов)
- Анна (18 мая 1901, Красичин — 2 апреля 1965, Киву, Заир), муж с 1933 года граф Роман Бельский (1906—1965)
- Тереза (20 ноября 1905, Красичин — 16 января 1995, Калифорния), муж с 1930 года князь Богдан Друцкий-Любецкий (1894 - ?).